# Carukia barnesi
Carukia barnesi, auch Irukandji (im Engl. Irukandji jellyfish) genannt, ist eine Art der Klasse der Würfelquallen (Cubozoa) innerhalb der Nesseltiere (Cnidaria). Sie kommt hauptsächlich in den australischen Küstengewässern, insbesondere vor Queensland und dem Northern Territory vor. Diese Quallenart wurde vom australischen Arzt Jack Barnes 1961 entdeckt und nach ihm benannt. Das Nesselgift dieser Art kann beim Menschen das äußerst schmerzhafte Irukandji-Syndrom auslösen.

## Merkmale
Carukia barnesi besitzt einen für die Würfelquallen typischen, in der Aufsicht annähernd quadratischen Schirm. Er misst 1 bis 2,5 cm im Durchmesser, ist fast durchsichtig und besitzt ausgeprägte warzenähnliche Erhebungen auf der Oberseite. Die Höhe beträgt etwa 35 mm, gemessen vom unteren Schirmrand bis zum Apex des Schirms. Die Art weist im Unterschied zu anderen Gattungen der Familie Carybdeidae keine Magenphacellae auf, das sind Tentakel-ähnliche Fortsätze, die sich in den Magenhohlraum erstrecken. Jeweils von den unteren Ecken des Schirmes, von den Muskellappen (Pedalia) gehen vier dünne Tentakeln aus, die ebenfalls durchsichtig sind. Die Tentakeln können eine Länge von bis zu 100 cm erreichen. Die Tentakeln sind mit Nesselzellen besetzt; zwei Typen kommen bei dieser Art vor: homotriche, mikrobasische Rhopaloide (Typ I), überwiegend an den Tentakeln (98 %), und homotriche Haploneme (Typ II), überwiegend auf dem Schirm (ca. ⅔). Die Nesselzellen sitzen in Intervallen ringförmig an den Tentakeln. Zur Ansatzstelle hin werden die Intervalle dichter, zum Ende der Tentakeln hin lösen sich die Ringstrukturen auf, d. h. die Nesselzellen sind unregelmäßig verteilt. Diese Ringstrukturen, die an Halsringe erinnern, sind bisher nur bei Carukia barnesi bekannt. Allerdings sind diese Strukturen nur bei adulten Medusen prominent ausgebildet, junge Medusen haben nur kurze Tentakeln. Zwar sind auch hier die Nesselzellen grob ringförmig angeordnet, aber (noch) nicht so konzentriert in „Halsringen“ wie bei adulten Medusen. Jugendliche Medusen haben verhältnismäßig mehr Nesselzellen auf dem Schirm als adulte Exemplare.
Bisher kennt man nur jugendliche und erwachsene Medusenstadien dieser Art. Der Lebenszyklus selbst ist noch unbekannt, da es bisher nicht gelang, die Tiere im Aquarium zu züchten.

## Beutetiere
Bisher ist über die Beutetiere von Carukia barnesi in der Natur wenig bekannt. Im Labor wurden Exemplare von Acetes sibogae australis, eine kleine marine Garnelen-Art (Ordnung Decapoda, Fam. Segestidae) und larvale Exemplare von Amphiprion sp. (Anemonenfische) in einen Tank mit adulten Carukia barnesi gesetzt. Während im Beobachtungszeitraum kein einziges Exemplar von Acetes sibogae australis gefangen wurde, wurde bereits nach 5 Minuten das erste Exemplar von Amphiprion erbeutet, und bereits 4 Minuten später von derselben Meduse ein zweites Exemplar. Wahrscheinlich fressen adulte Medusen von Carukia barnesi bevorzugt larvale Fische, während nicht erwachsene Medusen eher Garnelen fressen. Diese Beobachtung ist von Mageninhalten verschiedener Entwicklungsstadien abgeleitet.

## Beutefang
Die halsringartig angeordneten Nesselzellen auf den Tentakeln sind für die Meduse von großer Wichtigkeit für den Beutefang. Wenn die Tentakeln ausgestreckt sind, sind praktisch nur diese Ringstrukturen („Halsringe“) als dunkle Flecke sichtbar. Durch ruckartige Bewegungen der Tentakeln werden larvale Fische angelockt, vermutlich wird dadurch die Beute der Fischlarven imitiert. Die Verhaltensweise, Fische anzulocken, anstatt auf vorbeischwimmende Beute zu warten, scheint einzigartig unter den Würfelquallen zu sein; zumindest wurde sie bisher noch bei keiner anderen Art beobachtet. Da die noch nicht erwachsenen Medusen diese halsringförmigen Strukturen (noch) nicht besitzen, müssen sie auf andere Beute (Garnelen) ausweichen. Der Wechsel von Garnelen zu kleinen Fischen als Beutetiere während der Ontogenie wird dadurch erklärt, dass die Fische einen höheren Nährwert als die Garnelen besitzen. Es „lohnt“ sich also für die erwachsene Qualle, auf diese Nahrung mit höherem Energiegehalt umzusteigen. Die verhältnismäßig höhere Zahl von Nesselzellen auf dem Schirm bei jugendlichen Exemplaren im Vergleich zu erwachsenen Exemplaren wird dadurch erklärt, dass in diesem Stadium die Tentakel noch kurz und schwach entwickelt sind. Von anderen nahe verwandten Arten ist bekannt, dass neu metamorphosierte Medusen fast ausschließlich ihren Schirm für den Beutefang nutzen. Die Nesselzellen lösen bei Kontakt mit der Beute aus.

## Entdeckung
Entdeckt wurde Carukia barnesi, indem gezielt nach ihr gesucht wurde. Bereits vor der Entdeckung der Art benannte Hugo Flecker eine Anzahl verschiedener Symptome, die das Resultat einer Reaktion des Organismus auf Nesselgift sein mussten (diese war beispielsweise bereits von Kontakten mit der Seewespe Chironex fleckeri bekannt), als Irukandji (später Irukandji-Syndrom). Der Name Irukandji leitet sich von einem Aborigines-Stamm ab, der ursprünglich an der Nordostküste von Queensland ansässig war. Die Vermutung lag nahe, dass für die Symptome eine bis dahin unbekannte Würfelquallenart verantwortlich sein musste, die in offenen Gewässern nur schwer auszumachen ist. 
1961 gelang Jack Barnes der Fang einer bisher unbekannten Würfelquallenart. Im Selbstversuch zeigte er, dass sie für das Irukandji-Syndrom verantwortlich war. 
Die wissenschaftliche Erstbeschreibung erfolgte 1967 durch Ronald Vernon Southcott.

## Toxizität und Gefährlichkeit

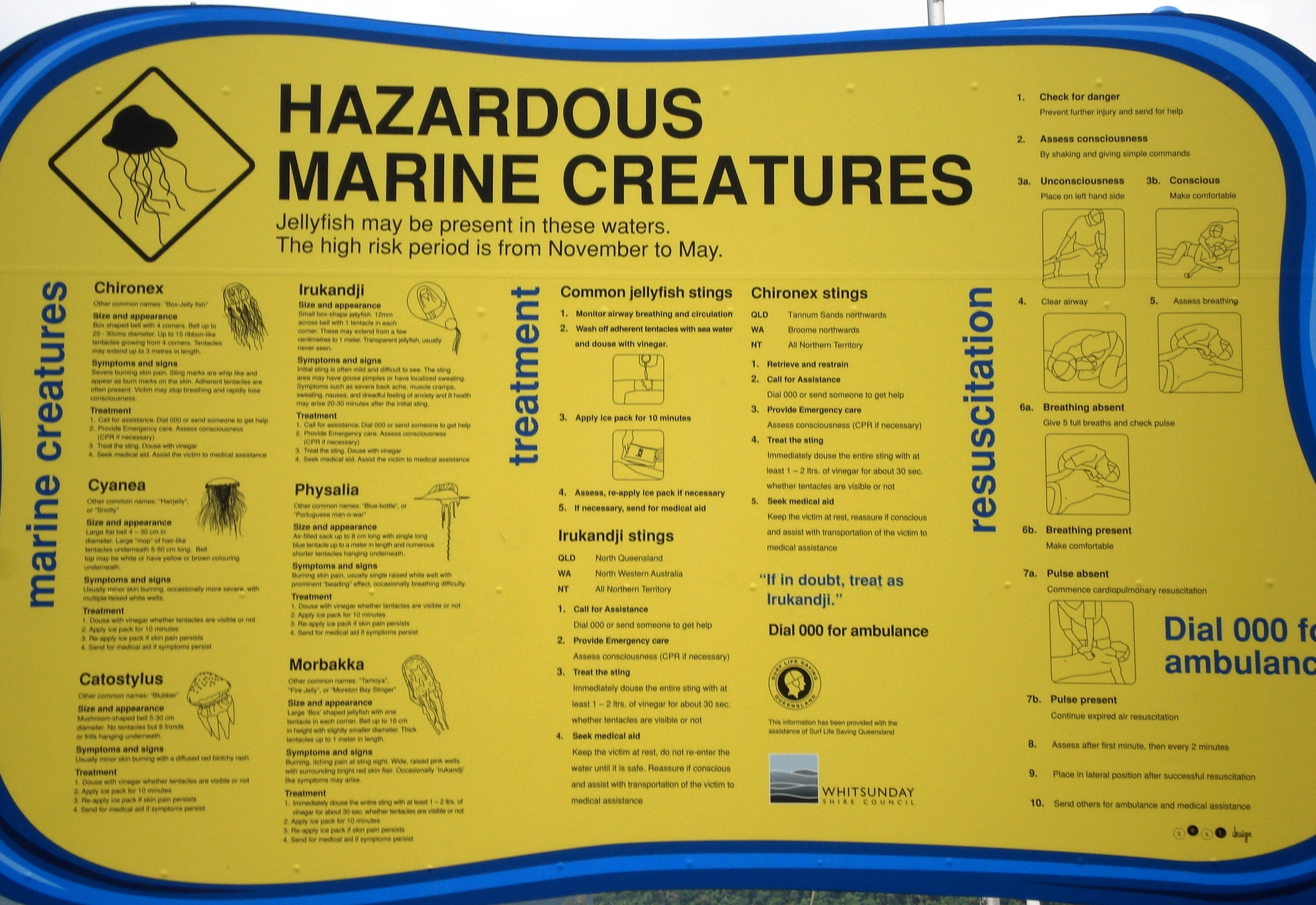
Informationstafel zu giftigen (Würfel-)Quallen – u. a. „Irukandji“ (Carukia barnesi) – und der Behandlung (in Australien)

Bisher ist es noch nicht gelungen, das Gift bzw. die Gifte von Carukia barnesi zu analysieren und deren Struktur(en) aufzuklären. Die Gifte der Nesselzellen des Schirms und der Tentakeln unterscheiden sich deutlich, ebenso die Gifte unterschiedlicher Entwicklungsstadien. Sicher ist jedoch, dass das Gift eine cardiotoxische Komponente enthält.

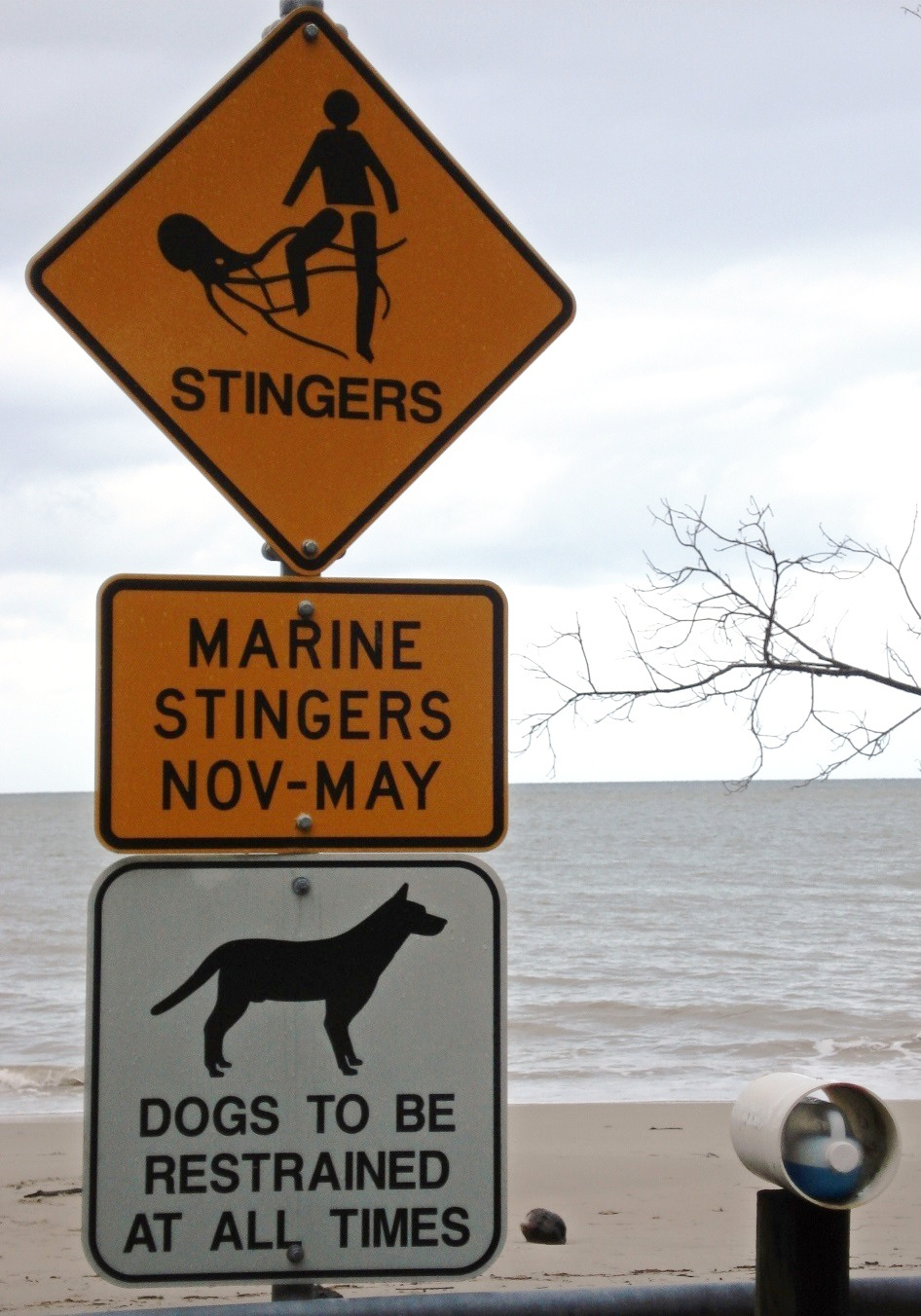
Warnschild vor Quallen „Marine Stingers“ im Wasser (in Queensland / Australien) – rechts daneben (im Rohr) liegt Essig zur Erst-Behandlung bereit

Trotz ihrer geringen Größe muss Carukia barnesi als für den Menschen gefährlich eingestuft werden. Der Stich der Qualle selbst ist zwar kaum schmerzhaft, allerdings tritt mit etwa 30 bis 60 Minuten Verzögerung das Irukandji-Syndrom auf. Das Irukandji-Syndrom kann bei gesundheitlich vorgeschädigten Personen ohne medizinische Betreuung lebensgefährlich verlaufen.

## Systematik
Carukia barnesi ist die Typusart der Gattung Carukia Southcott, 1967 und war lange Zeit auch die einzige Art der Gattung. Erst 2005 beschrieb Lisa-Ann Gershwin eine zweite Art von Carukia, C. shinju, die ebenfalls das Irukandij-Syndrom auslösen kann. Die Bezeichnung Irukandji war zunächst nur auf Carukia barnesi beschränkt, da man diese Art für den alleinigen Verursacher des Irukandji-Syndroms hielt. Erst später stellte sich heraus, dass das Irukandji-Syndrom auch von anderen Würfelquallenarten verursacht werden kann. Der Name Irukandji wird daher in neueren Publikationen in einem breiteren Sinne verwendet, i. e. für Arten, die das Irukandji-Syndrom verursachen können. Häufig wird auch von der Irukandji-Artgruppe oder von Irukandji-Arten gesprochen. Es handelt sich aber um keine systematisch-taxonomische Gruppe, da die Arten z. T. nicht direkt miteinander verwandt sind.

## Verwendung im Film
In der Episode Elternabend (Folge 11 der 12. Staffel) der Serie SOKO Leipzig wird die Qualle für einen Anschlag verwendet.
Die 4. Episode der australischen Serie Sea Patrol, in der gleich drei Besatzungsmitglieder mit dem Gift der Qualle in Berührung kommen, ist mit „Irukandji“ betitelt.
In der Sendereihe 1000 Wege, ins Gras zu beißen stirbt eine amerikanische Studentin, nachdem sie eine Irukandji-Qualle verschluckt hat. Dies ist Todesart #389, die mit Disquallifiziert (sic!) betitelt wurde.
In der 10. Episode der 8. Staffel von The Blacklist wird das Gift der Qualle in einer Folterszene eingesetzt.
In der 4. Episode der 2. Staffel von Harrow wird das Opfer durch Verschlucken gezüchteter Irukandji-Quallen getötet.